# Aka-chan to Boku
Baby and Me (яп. 赤ちゃんと僕 Aka-chan to Boku, Малыш и я) — сёдзё-манга, написанная и иллюстрированная Маримо Рагавой. Впервые публиковалась в Японии издательством Hakusensha, на английском языке — VIZ Media. Выпускалась также в ежемесячном журнале Shojo Beat и получила премию Shogakukan как лучшая сёдзё-манга в 1995 году. Позже на основе манги был выпущен аниме-сериал, который впервые транслировался по каналу TV Tokyo с 11 июля 1996 по 26 марта 1997. Некоторые серии были дублированы на арабском языке.

## Сюжет
Такуя Эноки теряет свою маму — Юкако, которая погибает в автокатастрофе. Такуя теперь живёт со своим отцом — Харуми и маленьким братиком — Минору. Младшему брату ещё только 2 года, и он требует к себе пристального внимания. Несмотря на то что Такуя только в пятом классе, он уже готовит, убирает, шьёт, занимается воспитанием и выполняет все рутинные задачи матери и домохозяйки. Во всей этой ситуации Такуя начал чувствовать, как отдаляется от своих друзей, которые после школы идут развлекаться. Соседи всё время ругаются из-за плача ребёнка. Парень постепенно входит в стрессовое состояние и, достигнув высшей точки депрессии, срывается на Минору, когда тот в очередной раз сделал что-то нехорошее. Такуя понимает, что он в безвыходной ситуации и ему придётся смириться со своей судьбой. Однако, вскоре главный герой осознаёт, что связь между ним и Минору неразрывна, и учится любить его как и брата и сына.

## Список персонажей
Такуя Эноки (яп. 榎木拓也) — Главный герой манги и сериала. После смерти матери взял на себя всю ответственность няньки и дом-работника. В школе очень популярен среди девушек.
Сэйю: Каппэй Ямагути
Минору Эноки (яп. 榎木実) — Младший брат Такуи, ему два года. Очень любит своего старшего брата. Любит носить шапку с мишкой. Его любимый персонаж — Зэп, супергерой из коммерческой рекламы стирального порошка. В манге у него рыжие волосы, в аниме — карие.
Сэйю: Тика Сакамото
Харуми Эноки (яп. 榎木春美) — Отец Такуи и Минору. Работает усердно и целый день, чтобы прокормить семью.
Сэйю: Мицуру Миямото
Юкако Эноки (яп. 榎木 由加子) — Покойная мать Такуи и Минору. Когда-то сбежала вместе с Мицуру, так как её семья была категорически против брака.
Сэйю: Миса Ватанабэ
Акихиро Фудзии (яп. 藤井昭広) — Одноклассник Такуи. Четвёртый ребёнок в своей семье после двух старших сестёр и брата. В своём школьном классе считается «крутым», в основном потому, что трудно понять, о чём он думает. Часто заботится о своих младших брате и сестре, Итике и Масаки.
Сэйю: Хиро Юки
Итика Фудзии — Младшая сестра Акихиро. Ходит в тот же садик, что и Минору. Часто соперничает с Минору и часто дерётся с ним, вероятно потому что влюбилась. Очень милая и умная девочка.
Сэйю: Мика Канай
Тадаси Гото (яп. 後藤正) — Одноклассник Такуи. Также известен по кличке «Гон». Он старший ребёнок в своей семье, имеет младшую сестру. Он и Такуя — полные противоположности. Тадаси очень ленивый и не желает ухаживать за маленькой сестрёнкой. Его семья держит продуктовый магазин, и он часто работает там. Несмотря на это, Такуя и Тадаси остаются хорошими друзьями.
Сэйю: Ёсико Камэй
Хироко — Младшая сестра Тадаси. Как и Итика, влюблена в Минору и часто дерётся с ним. Однажды подумывала стать мальчиком. Хироко очень смелая и имеет бунтарский характер.
Тамадатэ — Одноклассник Такуи. Из богатой семьи и всегда носит дизайнерскую одежду. Очень испорченный и часто высмеивает Такую из-за тогo, что тот бедный. Находится в давнем конфликте с Гоном.
Семья Кимуро — Соседи семьи Такуи. Живут через улицу от их дома. Хотя оба старые, они очень энергичные. Их сын недавно вернулся домой.
Синако Фукатани / Омори — Одноклассница Такуи. Очень вспыльчивая девочка. Она любит всё время врать, причём её слова звучат правдиво. Из-за этого у неё нет друзей, так как враньём она часто обижает чувства других детей.
Сэйю: Митико Нэя
Ай Яримидзо — Девушка из другого класса. Влюбилась в Гона. Он отвечает ей взаимностью. Она любит одеваться очень странно и экстравагантно.

## Список глав манги
1. ISBN 4-592-12241-0 опубликовано в марте 1992
2. ISBN 4-592-12242-9 опубликовано в августе 1992
3. ISBN 4-592-12243-7 опубликовано в декабре 1992
4. ISBN 4-592-12244-5 опубликовано в феврале 1993
5. ISBN 4-592-12245-3 опубликовано в июне 1993
6. ISBN 4-592-12246-1 опубликовано в ноябре 1993
7. ISBN 4-592-12247-X опубликовано в марте 1994
8. ISBN 4-592-12248-8 опубликовано в июле 1994
9. ISBN 4-592-12249-6 опубликовано в ноябре 1994
10. ISBN 4-592-12250-X опубликовано в феврале 1992
11. ISBN 4-592-12821-4 опубликовано в мае 1995
12. ISBN 4-592-12822-2 опубликовано в сентябре 1995
13. ISBN 4-592-12823-0 опубликовано в январе 1996
14. ISBN 4-592-12824-9 опубликовано в июле 1996
15. ISBN 4-592-12825-7 опубликовано в ноябре 1996
16. ISBN 4-592-12826-5 опубликовано в марте 1997
17. ISBN 4-592-12827-3 опубликовано в июне 1997
18. ISBN 4-592-12828-1 опубликовано в сентябре 1997